# Gelotologia
La gelotologia és l'estudi del riure sobre les persones, tant des del punt de vista físic com psicològic. Així, analitza els efectes de l'humor, de la risoteràpia com a alternativa terapèutica, d'una actitud alegre davant dels fàrmacs o de l'afectació de l'autoestima entre altres camps. Fins i tot s'ha relacionat el riure amb la cognició, estudiant com després de compartir un moment humorístic, hom és més propens a canviar d'opinió. També es relaciona amb el moviments dels pallassos hospitalaris, inspirats en Patch Adams, com per exemple els Pallapupes.